# Rugilus similis
Rugilus similis är en skalbaggsart som först beskrevs av Wilhelm Ferdinand Erichson 1839.  Rugilus similis ingår i släktet Rugilus, och familjen kortvingar. Arten är reproducerande i Sverige.